# Sotto accusa
Sotto accusa (The Accused) è un film del 1988 diretto da Jonathan Kaplan.
Il film, con protagoniste Jodie Foster e Kelly McGillis, trae ispirazione da un fatto autentico avvenuto in un bar di New Bedford, Massachusetts, nel 1983, di cui fu vittima la giovane Cheryl Araujo. Sceneggiatura e colonna sonora della pellicola furono rispettivamente firmate da Tom Topor e Brad Fiedel. La Foster vinse per la sua interpretazione un Oscar e un Golden Globe come miglior attrice. Il film, che include una sequenza traumatica e realistica della violenza a Sarah Tobias sopra un flipper, è stato uno dei primi lavori di Hollywood a testimoniare così esplicitamente il tema dello stupro.

## Trama
Sarah Tobias, cameriera in un bar con una pessima reputazione, una sera viene violentata nel locale da tre ragazzi, tra l'incitamento generale di altri avventori. Il procuratore Kathryn Murphy si occupa del caso, e accetta un patteggiamento per lesioni colpose (escludendo così lo stupro) per i tre aggressori. Spinta dalla vittima però, con la quale instaura pian piano un rapporto di solidarietà, si rende conto di aver condotto superficialmente il caso. Con l'aiuto del testimone Ken Joyce, il procuratore decide di portare in tribunale anche tutti gli uomini che hanno istigato i tre alla violenza, accomunati da una notevole avversione per la femminilità della vittima, costretta a subire violenza dopo essere stata convinta a giocare a flipper e ubriacarsi. La causa viene vinta ed oltre a far mandare in prigione gli istigatori, ottiene il risultato di far aumentare la pena da scontare ai tre stupratori e la modifica dell'imputazione da lesioni colpose a violenza sessuale.

## Produzione
La pellicola fu girata a Vancouver, Canada.

## Riconoscimenti
- 1989 - Premio Oscar
  - Miglior attrice protagonista a Jodie Foster
- 1989 - Golden Globe
  - Miglior attrice in un film drammatico a Jodie Foster
- 1990 - Premio BAFTA
  - Candidatura Miglior attrice protagonista a Jodie Foster
- 1989 - Chicago Film Critics Association Award
  - Candidatura Miglior attrice protagonista a Jodie Foster
- 1989 - David di Donatello
  - Miglior attrice straniera a Jodie Foster
- 1989 - Kansas City Film Critics Circle Award
  - Miglior attrice protagonista a Jodie Foster
- 1988 - National Board of Review Award
  - Migliori dieci film
  - Miglior attrice protagonista a Jodie Foster
- 1989 - Festival internazionale del cinema di Berlino
  - Candidatura Orso d'Oro a Jonathan Kaplan
- 1988 - New York Film Critics Circle Award
  - Candidatura Miglior attrice protagonista a Jodie Foster
- 1989 - Political Film Society
  - Candidatura Premio per i diritti umani